# Хетин
Хетин (мађ. Tamásfalva или Hetény) је насеље у општини Житиште, у Средњобанатском управном округу, у Србији. Налази се близу румунске границе. Према попису из 2022. било је 327 становника.

## Историја
Кратак преглед историје насеља: Први писани трагови о селу датирају из 1472. године када се појавило под именом Хетино. Године 1660, то је мало село у које свраћају калуђери српског манастира Пећке патријаршије. Пред њих је изашао само извесни Рајак са прилогом села од само пет арслана.
У првој половини 18. века ове пределе купује властелин Хетењи. Истовремена се досељавају први досељеници који су радили на овом поседу. Они оснивају насеље под називом Хетење по власнику Хетењију. Средином 18. века ове пределе купује велепоседник Комари Бедећковић Тамаш. Он доводи радну снагу. Тако су се 1841. године доселили Мађари. Нови досељеници подижу ново насеље у непосредној близини Хетењија и дају му име по Тамашу — Тамашфалва. Ова два насеља спајају се у једно 1897. године. 1923. године Тамашфалва добија ново име: Хетин.

## Управа, образовање и здравство
У Хетину постоји католичка црква, веома стара, две продавнице, једна пошта и амбуланта у коју долази доктор два пута недељно. Постоји и адвентистичка црква која је тренутно пуста, јер у селу нема више верника. Такође, постоји и матичар и огранак општине-месна канцеларија у којој се обављају административни послови.
Село има две школске зграде од којих је сада само једна у употреби (од 1974). Настава у школи се одвија на два језика мађарском и српском одвојено у комбинованим одељењима од првог до четвртог разреда. Ученици од петог до осмог разреда наставу похађају у 18 km удаљеном селу Српски Итебеј од 1974. године. У почетку су ученици путовали аутобусима редовног линијског превозника, да би 2002. године општина обезбедила посебан аутобус за превоз. Ученици средњих школа, који се школују у Зрењанину удаљеном безмало 60 km, свакодневно путују у школу редовним аутобуским линијама. Неколико ученика се школује и у школама у Суботици. Малобројни студенти студирају у Новом Саду, Суботици и Београду.

## Спорт
Фудбал је најзаступљенија спортска дисциплина мада је било и данас има талената и за друге спортове. Фудбалски клуб „Тереквеш"-"Törekvés" основан је 1920. године и постоји и данас. Сада се такмичи у општинској лиги, а старији фудбалери памте и славније дане.

## Демографија
У насељу Хетин живи 638 пунолетних становника, а просечна старост становништва износи 46,8 година (44,9 код мушкараца и 48,5 код жена). У насељу има 328 домаћинстава, а просечан број чланова по домаћинству је 2,33.
Становништво у овом насељу је хетерогено (према попису из 2002. године), а у последња три пописа, примећен је пад у броју становника.
|  |

| Демографија | Демографија | Демографија |
| Година      | Становника  | Становника  |
| ----------- | ----------- | ----------- |
| 1948.       | 2.263       |             |
| 1953.       | 2.160       |             |
| 1961.       | 2.008       |             |
| 1971.       | 1.604       |             |
| 1981.       | 1.139       |             |
| 1991.       | 881         | 870         |
| 2002.       | 763         | 798         |
| 2011.       | 537         |             |

| Етнички састав према попису из 2002.‍ | Етнички састав према попису из 2002.‍ | Етнички састав према попису из 2002.‍ | Етнички састав према попису из 2002.‍ | Етнички састав према попису из 2002.‍ |
| ------------------------------------ | ------------------------------------ | ------------------------------------ | ------------------------------------ | ------------------------------------ |
|                                      |                                      |                                      |                                      |                                      |
| Мађари                               | Мађари                               |                                      | 406                                  | 53,21%                               |
| Срби                                 | Срби                                 |                                      | 306                                  | 40,10%                               |
| Роми                                 | Роми                                 |                                      | 10                                   | 1,31%                                |
| Југословени                          | Југословени                          |                                      | 8                                    | 1,04%                                |
| Хрвати                               | Хрвати                               |                                      | 4                                    | 0,52%                                |
| Црногорци                            | Црногорци                            |                                      | 1                                    | 0,13%                                |
| Словенци                             | Словенци                             |                                      | 1                                    | 0,13%                                |
| Румуни                               | Румуни                               |                                      | 1                                    | 0,13%                                |
| непознато                            | непознато                            |                                      | 3                                    | 0,39%                                |

| \| \| м \| \| \| ж \| \| ? \| 1 \| \| \| 1 \| \| 80+ \| 7 \| \| \| 30 \| \| 75—79 \| 13 \| \| \| 22 \| \| 70—74 \| 18 \| \| \| 38 \| \| 65—69 \| 27 \| \| \| 32 \| \| 60—64 \| 47 \| \| \| 38 \| \| 55—59 \| 27 \| \| \| 35 \| \| 50—54 \| 29 \| \| \| 34 \| \| 45—49 \| 21 \| \| \| 13 \| \| 40—44 \| 21 \| \| \| 16 \| \| 35—39 \| 26 \| \| \| 25 \| \| 30—34 \| 21 \| \| \| 20 \| \| 25—29 \| 23 \| \| \| 20 \| \| 20—24 \| 12 \| \| \| 10 \| \| 15—19 \| 13 \| \| \| 15 \| \| 10—14 \| 23 \| \| \| 24 \| \| 5—9 \| 17 \| \| \| 21 \| \| 0—4 \| 9 \| \| \| 14 \| \| Просек : \| 44,9 \| \| \| 48,5 \| |      |  |  |      |
| |      |  |  |      |
| | м    |  |  | ж    |
| ? | 1    |  |  | 1    |
| 80+ | 7    |  |  | 30   |
| 75—79 | 13   |  |  | 22   |
| 70—74 | 18   |  |  | 38   |
| 65—69 | 27   |  |  | 32   |
| 60—64 | 47   |  |  | 38   |
| 55—59 | 27   |  |  | 35   |
| 50—54 | 29   |  |  | 34   |
| 45—49 | 21   |  |  | 13   |
| 40—44 | 21   |  |  | 16   |
| 35—39 | 26   |  |  | 25   |
| 30—34 | 21   |  |  | 20   |
| 25—29 | 23   |  |  | 20   |
| 20—24 | 12   |  |  | 10   |
| 15—19 | 13   |  |  | 15   |
| 10—14 | 23   |  |  | 24   |
| 5—9 | 17   |  |  | 21   |
| 0—4 | 9    |  |  | 14   |
| Просек : | 44,9 |  |  | 48,5 |

| Година пописа     | 1948. | 1953. | 1961. | 1971. | 1981. | 1991. | 2002. |
| ----------------- | ----- | ----- | ----- | ----- | ----- | ----- | ----- |
| Број домаћинстава | 586   | 573   | 599   | 510   | 441   | 386   | 328   |

| Број чланова      | 1  | 2   | 3  | 4  | 5  | 6 | 7 | 8 | 9 | 10 и више | Просек |
| ----------------- | -- | --- | -- | -- | -- | - | - | - | - | --------- | ------ |
| Број домаћинстава | 98 | 121 | 41 | 50 | 11 | 5 | 1 | 1 | 0 | 0         | 2,33   |

| Пол    | Укупно | Неожењен/Неудата | Ожењен/Удата | Удовац/Удовица | Разведен/Разведена | Непознато |
| ------ | ------ | ---------------- | ------------ | -------------- | ------------------ | --------- |
| Мушки  | 306    | 84               | 189          | 20             | 12                 | 1         |
| Женски | 349    | 44               | 190          | 99             | 15                 | 1         |
| УКУПНО | 655    | 128              | 379          | 119            | 27                 | 2         |

| Пол    | Укупно                    | Пољопривреда, лов и шумарство | Рибарство                            | Вађење руде и камена | Прерађивачка индустрија       |
| ------ | ------------------------- | ----------------------------- | ------------------------------------ | -------------------- | ----------------------------- |
| Мушки  | 166                       | 135                           | 0                                    | 0                    | 12                            |
| Женски | 134                       | 111                           | 0                                    | 0                    | 6                             |
| Укупно | 300                       | 246                           | 0                                    | 0                    | 18                            |
|        |                           |                               |                                      |                      |                               |
| Пол    | Производња и снабдевање   | Грађевинарство                | Трговина                             | Хотели и ресторани   | Саобраћај, складиштење и везе |
| Мушки  | 0                         | 9                             | 1                                    | 1                    | 6                             |
| Женски | 0                         | 0                             | 7                                    | 1                    | 0                             |
| Укупно | 0                         | 9                             | 8                                    | 2                    | 6                             |
|        |                           |                               |                                      |                      |                               |
| Пол    | Финансијско посредовање   | Некретнине                    | Државна управа и одбрана             | Образовање           | Здравствени и социјални рад   |
| Мушки  | 0                         | 0                             | 2                                    | 0                    | 0                             |
| Женски | 0                         | 0                             | 1                                    | 5                    | 2                             |
| Укупно | 0                         | 0                             | 3                                    | 5                    | 2                             |
|        |                           |                               |                                      |                      |                               |
| Пол    | Остале услужне активности | Приватна домаћинства          | Екстериторијалне организације и тела | Непознато            | Непознато                     |
| Мушки  | 0                         | 0                             | 0                                    | 0                    | 0                             |
| Женски | 0                         | 1                             | 0                                    | 0                    | 0                             |
| Укупно | 0                         | 1                             | 0                                    | 0                    | 0                             |